# Змргал, Яромир
Яромир Змргал (чеш. Jaromír Zmrhal; род. 2 августа 1993, Жатец) — чешский футболист, полузащитник словацкого клуба «Слован Братислава» и сборной Чехии.

## Клубная карьера
Змргал — воспитанник клуба столичной «Славии». В 2012 году он был включён в заявку основной команды на участие в чемпионате. 30 июля в матче против «Высочины» Яромир дебютировал в Гамбринус лиге. 23 августа в поединке против «Зброёвки» он забил свой первый гол за «Славию». 27 сентября в дерби против «Спарты» Змргал забил единственный гол в матче. В 2017 году он помог клубу выиграть чемпионат.

## Международная карьера
В 2015 году в составе молодёжной сборной Чехии Яромир принял участие в домашнем молодёжный чемпионат Европы. На турнире он сыграл в матчах против сборных Дании, Сербии и Германии.
11 октября 2016 года дебютировал за главную сборную страны, выйдя на замену на 74-й минуте в отборочном матче ЧМ 2018 против сборной Азербайджана. Матч закончился нулевой ничьей.

## Достижения
Командные
 «Славия» (Прага)
- Чемпионат Чехии по футболу (2): 2016/17, 2018/19
- Обладатель Кубка Чехии (2): 2017/18, 2018/19

## Статистика выступлений за сборную
| Матчи за сборную Чехии | Матчи за сборную Чехии | Матчи за сборную Чехии | Матчи за сборную Чехии | Матчи за сборную Чехии | Матчи за сборную Чехии  | Матчи за сборную Чехии |
| ---------------------- | ---------------------- | ---------------------- | ---------------------- | ---------------------- | ----------------------- | ---------------------- |
| №                      | Дата                   | Оппонент               | Счёт                   | Голы                   | Соревнование            |                        |
| 1                      | 11 октября 2016        | Азербайджан            | 0:0                    | -                      | Отборочный матч ЧМ-2018 |                        |
| 2                      | 11 ноября 2016         | Норвегия               | 2:1                    | 1                      | Отборочный матч ЧМ-2018 |                        |
| 3                      | 15 ноября 2016         | Дания                  | 1:1                    | -                      | Товарищеский матч       |                        |
| 4                      | 22 марта 2017          | Литва                  | 3:0                    | -                      | Товарищеский матч       |                        |
| 5                      | 26 марта 2017          | Сан-Марино             | 6:0                    | -                      | Отборочный матч ЧМ-2018 |                        |
| 6                      | 5 июня 2017            | Бельгия                | 1:2                    | -                      | Товарищеский матч       |                        |
| 7                      | 10 июня 2017           | Норвегия               | 1:1                    | -                      | Отборочный матч ЧМ-2018 |                        |
| 8                      | 1 сентября 2017        | Германия               | 1:2                    | -                      | Отборочный матч ЧМ-2018 |                        |
| 9                      | 6 сентября 2018        | Украина                | 1:2                    | -                      | Лига наций 2018/19      |                        |
| 10                     | 10 сентября 2018       | Россия                 | 1:5                    | -                      | Товарищеский матч       |                        |
| 11                     | 13 октября 2018        | Словакия               | 2:1                    | -                      | Лига наций 2018/19      |                        |
| 12                     | 16 октября 2018        | Украина                | 0:1                    | -                      | Лига наций 2018/19      |                        |
| 13                     | 26 марта 2019          | Бразилия               | 1:3                    | -                      | Товарищеский матч       |                        |
| 14                     | 11 октября 2019        | Англия                 | 2:1                    | -                      | Отборочный матч ЧЕ-2020 |                        |
| 15                     | 14 октября 2019        | Северная Ирландия      | 2:3                    | -                      | Товарищеский матч       |                        |
| 16                     | 2 сентября 2021        | Беларусь               | 1:0                    | -                      | Отборочный матч ЧМ-2022 |                        |
| 17                     | 5 сентября 2021        | Бельгия                | 0:3                    | -                      | Отборочный матч ЧМ-2022 |                        |
| 18                     | 8 сентября 2021        | Украина                | 1:1                    | -                      | Товарищеский матч       |                        |
| 19                     | 8 октября 2021         | Уэльс                  | 2:2                    | -                      | Отборочный матч ЧМ-2022 |                        |
| 20                     | 11 октября 2021        | Беларусь               | 2:0                    | -                      | Отборочный матч ЧМ-2022 |                        |
| 21                     | 16 ноября 2022         | Фарерские острова      | 5:0                    | -                      | Товарищеский матч       |                        |
| 22                     | 19 ноября 2022         | Турция                 | 1:2                    | -                      | Товарищеский матч       |                        |